# Pycnophion molokaiensis
Pycnophion molokaiensis là một loài tò vò trong họ Ichneumonidae.